# L'Étrange Nuit de Noël
Pour plus de détails, voir Fiche technique et Distribution.
L'Étrange Nuit de Noël est un film français réalisé par Yvan Noé sorti en 1939.

## Synopsis
Avec la complicité des domestiques, André et Raymond invitent leurs amis la veille de Noël dans la villa de leur oncle qu'ils pensent être parti à la chasse, mais celui-ci rentre chez lui pour les surprendre.

## Fiche technique
- Titre : L'Étrange Nuit de Noël
- Réalisation et scénario : Yvan Noé
- Musique : Fernand Audier, André Messier
- Photographie : Nicolas Hayer, Charles Suin et Pierre Méré
- Montage : Maurice Serein
- Décors : Jean Douarinou
- Directeur de Production : Jean Faurez
- Société de production : Electra Films
- Pays :  France
- Format : Son mono - Noir et blanc
- Durée : 85 minutes
- Genre : Policier
- Date de sortie : 
  - France - 17 août 1939

## Distribution
- Sylvia Bataille : Marie
- André Brulé : Carter
- Jean Servais : Le docteur Maire
- Lucas Gridoux : Steve
- Pierrette Caillol : Violette
- Pauline Carton : Anna
- Marcelle Géniat : Madame Thibet
- Werner Degan : André
- Raymond Galle : Raymond
- Pierre Alcover : Monsieur Rafet
- Manuel Gary
- Jean Darcante : Roger
- Maria Mercader : Conchita
- André Talmès
- Edy Debray : Le notaire